# 宜蘭縣鄉道
宜蘭縣鄉道在1961年始有編制存在，今日系統於1983年大致定型，2002年時又刪減了數條鄉道，目前共計71條。全縣各鄉鎮內均有鄉道分佈。蘭陽溪周遭平原常見棋盤狀之道路模式，故有多條鄉道呈近乎直角角度相交。大部分鄉道分佈於蘭陽平原內，少數幾條位於南澳鄉南澳溪沖積平原上，亦有少數如宜1線、宜33線、宜51線等深入山區的鄉道。